# London School of Theology
Die London School of Theology (LST) ist eine staatlich anerkannte Hochschule in London, Vereinigtes Königreich. Der Campus des interkonfessionellen College befindet sich im Westen Londons in Northwood (London Borough of Hillingdon). Die LST hat eine protestantische, reformbewegt-evangelikale Tradition, mit einer besonderen Reputation im Bereich Biblische Theologie sowie interdisziplinärer Forschung und Lehre. Im Blick auf evangelikale Theologie zählt die LST zu den weltweit einflussreichsten Fakultäten und ist das größte derartige College in Europa. Die Bibliothek gilt als eine der besten theologischen Fachbibliotheken in Großbritannien.

## Geschichte
Die London School of Theology wurde im März 1943 unter dem Namen London Bible College (LBC) in Zentral-London gegründet. 1970 zog das College nach Northwood und übernahm den dortigen Campus des Anglikanischen London College of Divinity. In den 1990er Jahren wurde unter anderem ein neues Postgraduales Studienzentrum (Guthrie Centre) errichtet, das auch das Zentrum für Islamstudien der Hochschule beherbergt. 2004 wurde das College umbenannt in London School of Theology.

## Studium
Es werden Studiengänge vom Grundständigen Studium (Undergraduate Studies) bis zu Master- und Doktoralprogrammen angeboten. Unter anderem werden Bachelor of Arts Honours-Studiengänge in Theologie, Theologie und Seelsorge sowie Theologie und Musik angeboten. Im Postgradualen Studium gibt es eine Reihe von Master-Programmen (M.A. in Transformation, M.A. in Biblical Interpretation, M.A. in Christian-Muslim Relations, M.A. in Integrative Psychotherapy) sowie die Forschungsgrade Master of Theology und Master of Philosophy und den Doktorgrad Ph.D. Zusätzlich bietet die LST ein Fernstudienangebot bis zum M.A.-Level.

## Bekannte Alumni
- George Leonard Carey, Lord Carey of Clifton, Erzbischof von Canterbury (emeritiert)
- Joel Edwards, Internationaler Direktor Micah Challenge, Commissioner der Equality and Human Rights Commission.
- Anthony Thiselton, Professor für Christliche Theologie, University of Nottingham
- Graham Dale, Direktor des Christian Socialist Movement
- Michael Hastings, Baron Hastings of Scarisbrick (CBE), Internationaler Direktor für Corporate Citizenship, KPMG
- Clive Calver, Autor, Theologe und ehemaliger Präsident World Relief
- Michael Baughen, ehemaliger Bischof von Chester
- Kwame Bediako, einer der führenden Theologen Afrikas († 2008)
- Mary Fisher, Autorin
- John Stott, anglikanischer Priester, Autor und weltweit einflussreicher Theologe (Doctor of Divinity durch LST; † 2011)
- Sheila Walsh, Fernsehmoderatorin und Sängerin
- Siku, Illustrator, Konzeptualist und Art Director, Zeichner und Entwickler der Manga Bibel